# Archie Bronson Outfit

Archie Bronson Outfit er en rock-trio fra Storbritannien.

## Medlemmer
- Sam Windett – vokal, guitar
- Dorian Hobday – elbas, guitar
- Mark Cleveland (også kaldet Arp) – trommer

## Diskografi
- 2004 Fur
- 2006 Derdang Derdang
- 2010 Coconut

| Musikgruppe | Spire Denne artikel om en britisk musikgruppe er en spire som bør udbygges. Du er velkommen til at hjælpe Wikipedia ved at udvide den. |